# Ishii Seiichi
Seiichi Ishii (石井 精一 Ishii Seiichi, sinh ngày 18/8/1967) là nhà phát triển trò chơi điện tử người Nhật Bản. Ông được biết đến nhiều qua việc thiết kế dòng trò chơi điện tử đối kháng.
Ishii sinh ra ở Ichinomiya, Aichi, Aichi, Nhật Bản. Ông là nhà thiết kế cho các tựa trò chơi điện tử đột phá của Sega như Virtua Racing và Virtua Fighter. Ishii cũng là nhà thiết kế và giám đốc cho trò chơiTekken đầu tiên vào năm 1994. Ông thành lập công ty riêng,DreamFactory Co., Ltd. vào tháng 11 năm 1995, thông qua Sega Enterprises Ltd. vàNamco Ltd., mở rộng phả hệ trò chơi điện tử đối kháng để tạo ra các thương hiệu như Tobal No. 1, Ehrgeiz vàThe Bouncer.

## Trò chơi điện tử đã phát triển
| Tựa                              | Năm phát hành | Hệ máy                       | Vai trò                      |
| -------------------------------- | ------------- | ---------------------------- | ---------------------------- |
| Virtua Racing                    | 1992          | Sega Model 1                 | Thiết kế trò chơi            |
| Virtua Fighter                   | 1993          | Sega Model 1                 | Cộng tác / Thiết kế trò chơi |
| Tekken                           | 1994          | Namco System 11, PlayStation | Giám đốc / Thiết kế trò chơi |
| Tekken 2                         | 1995          | Namco System 11              | Giám đốc / Thiết kế trò chơi |
| Tobal No. 1                      | 1996          | PlayStation                  | Giám đốc / Thiết kế trò chơi |
| Tobal 2                          | 1997          | PlayStation                  | Giám đốc / Thiết kế trò chơi |
| Street Fighter EX Plus α         | 1997          | PlayStation                  | Cám ơn đặc biệt              |
| Ehrgeiz: God Bless the Ring      | 1998          | Namco System 12, PlayStation | Giám đốc / Thiết kế trò chơi |
| The Bouncer                      | 2000          | PlayStation 2                | Giám đốc / Thiết kế trò chơi |
| Kakuto Chojin: Back Alley Brutal | 2002          | Xbox                         | Thiết kế trò chơi            |
| Crimson Tears                    | 2004          | PlayStation 2                | Kịch bản, Giám sát           |